# Дору (субрегіон)
Субрегіон Дору (порт. Douro (subregião)) — економіко-статистичний субрегіон в північній Португалії.
Входить до складу Північного регіону. Включає в себе частину округів Віла-Реал, Браганса, Візеу та Гуарда.
Територія — 4 112 км². Населення — 221 853 особи. Густота населення — 54 особи/км².

## Географія
Субрегіон межує:
- на півночі — субрегіон Алту-Траз-уш-Монтеш
- на сході — Іспанія
- на півдні — субреґіони Бейра-Інтеріор-Норте та Дан-Лафойнш
- на заході — субрегіон Тамега

## Муніципалітети
Субрегіон включає в себе 19 муніципалітетів:

### Муніципалітети округу Браганса
- Віла-Флор
- Карразеда-ді-Ансьяйнш
- Торре-де-Монкорву
- Фрейшу-ді-Ешпада-а-Сінта

### Муніципалітети округу Візеу
- Армамар
- Ламегу
- Моімента-да-Бейра
- Пенедону
- Сан-Жуан-да-Пешкейра
- Сернансельє
- Табуасу
- Тарок

### Муніципалітети округу Віла-Реал
- Аліжо
- Віла-Реал
- Мезан-Фриу
- Пезу-да-Регуа
- Саброза
- Санта-Марта-де-Пенагіан

### Муніципалітети округу Гуарда
- Віла-Нова-де-Фош-Коа